# جرج دکمجیان
گورگن جرج دکمجیان جونیور (ارمنی: Գուրգէն Ջորջ Դէօքմէջեան (Դյոկմեջյան) կրտսեր؛ انگلیسی: Courken George Deukmejian, Jr؛ زاده ۶ ژوئن ۱۹۲۸ - درگذشته ۸ مهٔ ۲۰۱۸) سیاست‌مداری از حزب جمهوری‌خواه ایالات متحده آمریکا که در فاصله سال‌های ۱۹۸۳–۱۹۹۱ سی و پنجمین فرماندار ایالت کالیفرنیا بود. دکمجیان یک آمریکایی ارمنی‌تبار می‌باشد.